# Hugo Berwald

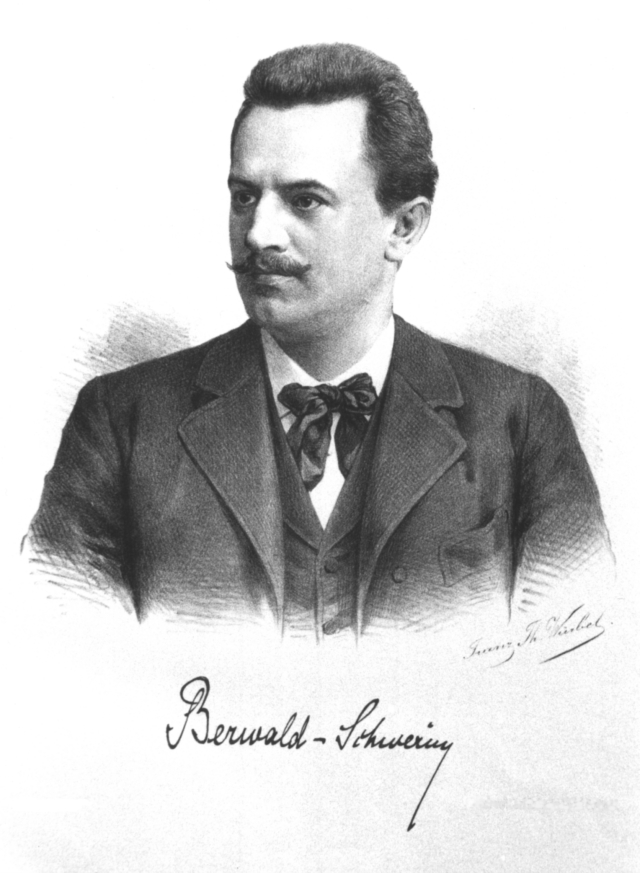
Bildhauer Hugo Berwald

Hugo Berwald (Künstlername: Hugo Berwald-Schwerin; * 10. Februar 1863 in Schwerin; † 14. Februar 1937 ebenda) war ein deutscher Bildhauer.

## Leben
Hugo Berwald wurde als Sohn des Hofspiegellieferanten und Kommerzienrats Wilhelm Berwald geboren. Der US-amerikanische Dirigent und Komponist William Henry Berwald war sein Bruder.
Von 1881 bis 1884 absolvierte Berwald ein Studium an der Berliner Kunstakademie mit praktischer Ausbildung bei Albert Wolff und Fritz Schaper, anschließend ließ er sich in Berlin-Grunewald nieder. Sein 1887 geschaffenes Denkmal mit der Büste des Großherzogs Friedrich Franz II. für Neukloster begründete eine langjährige Verbindung zum Schweriner Hof. Als sich Berwald bei Großherzog Friedrich Franz III. um ein Reisestipendium für einen einjährigen Romaufenthalt bewarb, urteilte der Großherzog: „Der p. Berwald ist einer der jungen Künstler, die sich vorzüglich für die Unterstützung durch die Künstlerstipendien des Kunstministeriums und meiner Schatoulle, nach den neu aufgestellten Prinzipien, eignen.“ Er bekam daraufhin beide Kabinettsstipendien und auch das Große sowie das Kleine Ministerialstipendium. In Rom lebte und arbeitete der junge Künstler bei Bildhauer Joseph von Kopf (1827–1903), dessen Tochter Martha er 1892 in Rom heiratete. Spätere Romaufenthalte waren in dieser Beziehung begründet.
Im Januar 1895 bestellte der Großherzog bei Berwald eine Rudererstatuette, die er als alljährlichen Sportpreis bei der Regatta des Schweriner Offiziers-Ruderklubs vergab (verliehen bis 1904). Im April des gleichen Jahres weilte Berwald bei Fürst Otto von Bismarck in Friedrichsruh für Studien zur Anfertigung einer Büste. Für ein Denkmal des Grafen Johann Ernst zu Nassau-Weilburg in Weilburg an der Lahn wurde ihm durch den Großherzog von Luxemburg das Ritterkreuz des Militär- und Zivildienst-Ordens Adolphs von Nassau verliehen. Es folgten zahlreiche weitere Arbeiten, insbesondere Porträtbüsten. Anlässlich der Enthüllung des Marmorstandbildes der Großherzogin Alexandrine im Grünhausgarten in Schwerin wurde Berwald 1907 zum „Großherzoglichen Professor“ ernannt.
Neben größeren Arbeiten widmete sich Berwald auch der Plaketten- und Medaillenkunst.
Auf Anregung des Großherzogs Friedrich Franz IV. entstand bereits 1915 ein Gefallenendenkmal der Forstbeamten in Ludwigslust, das noch während des Ersten Weltkrieges unter besonderen Umständen gegossen wurde, aber erst 1921 zur öffentlichen Enthüllung kam. Der Tod seiner Frau, die schon über lange Jahre eine schwache Gesundheit hatte, inspirierte Berwald zu seinem Meisterwerk: einem Christus am Kreuz, das er jedoch verkaufen musste. Durch die veränderten gesellschaftspolitischen Verhältnisse nach 1918 geriet Berwald in finanzielle Not. Er kehrte völlig verschuldet um 1928 zu seiner Schwester in seine Geburtsstadt Schwerin zurück. Das Wohlfahrtsamt der Stadt Schwerin übernahm teilweise die Schulden und gewährte eine kleine Ehrenpension.
Berwald starb krank, vereinsamt und fast vergessen in seiner Vaterstadt und wurde auf dem Alten Friedhof in einem Armengrab zu Füßen eines Zweitgusses seines Kruzifixes beigesetzt, seine Frau wurde von Bad Rothenfelde nach Schwerin umgebettet, sie hinterließen keine Kinder.

## Werk (Auswahl)
| Person Ereignis Motiv                  | Bild | Standort Verbleib                                                                                           | Art Material                        | Errichtung Einweihung | Weitere Informationen |
| -------------------------------------- | ---- | --- | ----------------------------------- | --------------------- | --- |
| Friedrich Franz II.                    |      | Neukloster, Lehrerseminar zerstört                                                                          | Büste Bronze                        | 21. Juli 1887         | im Zweiten Weltkrieg für die Rüstung eingeschmolzen, Sockel später entfernt |
| Hans von Bülow                         |      | a) Berlin, Nationalgalerie erhalten b) Meiningen, Hoftheater erhalten? c) Berlin, Staatsbibliothek erhalten | Büste a) Bronze b) Bronze c) Marmor | 1887                  | a) Bronzebüste 1918 Geschenk des Künstlers an die Nationalgalerie, b) Bronzebüste 1895 Geschenk des Herzogs Georg II. von Sachsen-Meiningen an das dortige Hoftheater, c) Marmorexemplar 1913 Geschenk der Bülow-Witwe an die Staatsbibliothek |
| Wilhelm II.                            |      | Schwerin, Offizierscasino verschollen                                                                       | Büste Bronze                        | 1889                  | |
| Robert Cauer                           |      | unbekannt                                                                                                   | Büste                               | 1890                  | während eines Aufenthaltes in Rom entstanden |
| Friedrich Franz III.                   |      | Schwerin, Schloss (Ahnengalerie) erhalten                                                                   | Büste Marmor                        | 1893                  | |
| Friedrich von Bodenstedt               |      | Wiesbaden zerstört                                                                                          | Büste Bronze                        | 22. Apr. 1894         | 1942 eingeschmolzen als Metallspende des deutschen Volkes |
| Heinrich Schliemann                    |      | Schwerin, am Pfaffenteich erhalten                                                                          | Büste Bronze                        | 22. Aug. 1895         | Bronzebüste 2011 gestohlen und irreparabel zerstört, 2012 Neuguss |
| Johann Albrecht, Herzog zu Mecklenburg |      | unbekannt                                                                                                   | Büste Bronze                        | 1896                  | präsentiert in der Berliner Kolonialausstellung 1896 in Berlin-Treptow |
| Johann Ernst zu Nassau-Weilburg        |      | Weilburg erhalten                                                                                           | Büste Bronze                        | 1896                  | nicht mehr am ursprünglichen Standort |
| Friedrich Franz III.                   |      | Schwerin, Staatliches Museum erhalten                                                                       | Büste Bronze                        | 1897                  | |
| Karl Hill                              |      | Schwerin, Staatstheater erhalten                                                                            | Relief Marmor                       | 12. Jan. 1898         | |
| Friedrich Franz III.                   |      | Schwerin, Marstallhalbinsel zerstört                                                                        | Büste Bronze                        | 24. Mai 1898          | 1948 zerstört, Bronzebüste wohl schon im Krieg eingeschmolzen |
| Heinrich von Stephan                   |      | Westerland erhalten                                                                                         | Büste Marmor                        | 11. Juni 1898         | „nach dem Leben“ auf Sylt modelliert |
| Ferdinand Hey’l                        |      | Wiesbaden, Friedhof erhalten                                                                                | Relief Marmor                       | 1898                  | |
| Georg Beseler                          |      | Berlin, Humboldt-Universität erhalten                                                                       | Büste Marmor                        | 1898                  | |
| Madonna                                |      | unbekannt                                                                                                   | Standbild Marmor                    | 1899                  | |
| Schlangenbeschwörerin                  |      | Berlin, Villa Gutmann verschollen                                                                           | Standbild Marmor                    | 1899                  | erworben von Bankier Eugen Gutmann für seine Villa in Berlin (Rauchstraße) |
| Friedrich Franz IV.                    |      | Lübtheen, Solbad erhalten                                                                                   | Büste Marmor                        | 1901                  | erhalten im Staatlichen Museum Schwerin |
| Mädchen von Kos                        |      | unbekannt                                                                                                   | Statue Marmor                       | um 1901               | |
| Paul Meyerheim                         |      | unbekannt                                                                                                   | Büste Bronze?                       | um 1901               | |
| Heinrich von Treitschke                |      | Berlin, Nationalgalerie erhalten                                                                            | Büste Bronze                        | 1903                  | |
| Friedrich Franz III.                   |      | Lübtheen erhalten                                                                                           | Büste Bronze                        | 1906                  | nach einem Modell von 1899, 1936 versetzt nach Ludwigslust |
| Cecilie zu Mecklenburg                 |      | Hohenlychow, Schloss verschollen                                                                            | Büste                               | 1905                  | |
| Friedrich Franz III.                   |      | Ludwigslust, Schlosspark erhalten                                                                           | Büste Bronze                        | 1906                  | 1936 aus Lübtheen hierher versetzt |
| Alexandrine                            |      | Schwerin, Schlossgarten erhalten                                                                            | Standbild Marmor                    | 25. Aug. 1907         | am Sockel in Flachreliefs die Porträts von König Friedrich Wilhelm III. (Vater), Königin Luise (Mutter), Kaiser Wilhelm I. (Bruder) und Zarin Alexandra Fjodorowna (Schwester)                                                                 |
| Ferdinand Hey'l                        |      | Wiesbaden, Kurpark erhalten                                                                                 | Büste Marmor                        | 1907                  | |
| Johann Basedow                         |      | Schwerin, Sachsenberg erhalten                                                                              | Büste Bronze                        | 1908                  | vom ursprünglichen Standort am Klinikum Lewenberg hierher versetzt |
| Heinrich Heine                         |      | Düsseldorf, Bolker Str. 53                                                                                  | Halbrelief Bronze                   | 1908                  | gestiftet von einem belgischen Heine-Freund 1908, 1940 als Metallspende des deutschen Volkes zerstört |
| Christus am Kreuz                      |      | Kronskamp bei Brüel, Gutsfriedhof erhalten                                                                  | Kruzifix Bronze                     | 1908                  | |
| Christus am Kreuz                      |      | Schwerin, Alter Friedhof erhalten                                                                           | Kruzifix Bronze                     | 1908                  | Zweitausfertigung, Aufstellung hier erst 1928 |
| Fritz Reuter                           |      | Stavenhagen, Reuter-Museum erhalten                                                                         | Statuette Bronze                    | 1909                  | ursprünglich als Entwurf im Wettbewerb um das Fritz-Reuter-Denkmal Stavenhagen; ein weiteres Exemplar im Regionalmuseum Neubrandenburg |
| „Rettung aus Seenot“                   |      | Figurengruppe Bronze                                                                                        | Schwerin, Grunthal-Platz erhalten   | 3. Okt. 1911          | ursprünglich auf dem Markt |
| Jägerdenkmal 1914–18                   |      | Ludwigslust, Schlosspark erhalten                                                                           | Standbild Bronze                    | 5. Mai 1921           | Modell 1915, Guss 1918 |
| Heinrich Behm                          |      | Schwerin, Dom erhalten                                                                                      | Relief Bronze                       | 1930                  | in Erinnerung an den ersten mecklenburgischen Landesbischof |